# Brautnuten
Brautnuten är en bergstopp i Antarktis. Den ligger i Östantarktis. Norge gör anspråk på området. Toppen på Brautnuten är 1 050 meter över havet.
Terrängen runt Brautnuten är kuperad åt sydost, men åt nordväst är den platt. Trakten är obefolkad. Det finns inga samhällen i närheten.